# Misha Tsirkunov
Michail ”Misha” Tsirkunov (ryska: Михаил Циркунов), född 27 februari 1987 i Riga, är en lettisk-kanadensisk MMA-utövare av rysk härkomst som sedan 2015 tävlar i organisationen Ultimate Fighting Championship.